# Lista de jogos eletrônicos das Tartarugas Ninja
Os jogos eletrônicos baseados na franquia das Tartarugas Ninja são produzidos desde 1989, em grande parte pela desenvolvedora japonesa de jogos eletrônicos, Konami.
Os jogos anteriores foram baseados principalmente na série de TV de 1987, com elementos emprestados dos filmes, as Aventuras das Tartarugas Ninja, figuras de ação e os quadrinhos e RPGs originais do Mirage. Vários jogos lançados na década de 2000 foram baseados na série de TV de 2003 e no filme de 2007. Vários jogos lançados na década seguinte foram baseados na série de TV de 2012, no filme de 2014 e em Rise of the Teenage Mutant Ninja Turtles.
Desde 1993, os primeiros onze jogos das TMNT venderam 18 milhões de unidades em todo o mundo, ganhando quase US$ 450 milhões em receita de vendas.

## Jogos independentes
| Título | Detalhes |
| --- | --- |
| Teenage Mutant Ninja Turtles Data de lançamento original: - JP: 12 de maio de 1989 - AN: Junho de 1989 - EU: 17 de agosto de 1990 | Anos de lançamento por sistema: Nintendo Entertainment System 1990 – Amiga, Amstrad CPC, Atari ST, Commodore 64, DOS, MSX e ZX Spectrum 2007 – Wii Virtual Console (removido em 2012) |
| Teenage Mutant Ninja Turtles Data de lançamento original: - JP: 12 de maio de 1989 - AN: Junho de 1989 - EU: 17 de agosto de 1990 | Notas: O primeiro jogo eletrônico das Tartarugas Ninja, e um jogo de ação e aventura no qual o jogador pode alternar entre qualquer uma das quatro tartarugas a qualquer momento. O jogo envolve áreas aéreas que o jogador deve explorar para entrar nas principais partes de rolagem lateral. |
| Teenage Mutant Ninja Turtles Data de lançamento original: 1989 - Arcade- AN: 11 de outubro de 1989 - EU: Outubro de 1989 - AU: Final de 1989 - HK: Dezembro de 1989 - JP: Junho de 1990 Famicom/NES- JP: 7 de dezembro de 1990 - AN: Dezembro de 1990 - EU: 14 de novembro de 1991 Computadores domésticos- EU: 1991 Xbox Live Arcade- AN: 14 de março de 2007 - AU: 31 de outubro de 2007 | Anos de lançamento por sistema: 1989 - Arcade 1990 – NES 1991 – Amiga, Amstrad CPC, Atari ST, Commodore 64, DOS e ZX Spectrum 2007 – Xbox Live Arcade |
| Teenage Mutant Ninja Turtles Data de lançamento original: 1989 - Arcade- AN: 11 de outubro de 1989 - EU: Outubro de 1989 - AU: Final de 1989 - HK: Dezembro de 1989 - JP: Junho de 1990 Famicom/NES- JP: 7 de dezembro de 1990 - AN: Dezembro de 1990 - EU: 14 de novembro de 1991 Computadores domésticos- EU: 1991 Xbox Live Arcade- AN: 14 de março de 2007 - AU: 31 de outubro de 2007 | Notas: Um jogo de ação de luta de rolagem lateral. Foi renomeado para Teenage Mutant Ninja Turtles II: The Arcade Game quando lançado no NES para fins de continuidade nesse console. |
| Teenage Mutant Ninja Turtles Data de lançamento original: 1989 | Anos de lançamento por sistema: 1989 – Handheld electronic game |
| Teenage Mutant Ninja Turtles Data de lançamento original: 1989 | |
| Teenage Mutant Ninja Turtles II: Splinter Speaks Data de lançamento original: 1990 | Anos de lançamento por sistema: 1990 – Handheld electronic game |
| Teenage Mutant Ninja Turtles II: Splinter Speaks Data de lançamento original: 1990 | |
| Teenage Mutant Ninja Turtles: Pizza Drop Data de lançamento original: 1990 | Anos de lançamento por sistema: 1990 – Redemption game |
| Teenage Mutant Ninja Turtles: Pizza Drop Data de lançamento original: 1990 | |
| Teenage Mutant Ninja Turtles: World Tour Data de lançamento original: 1990 | Anos de lançamento por sistema: 1990 – Amiga, Amstrad CPC, Atari ST, Commodore 64, DOS and ZX Spectrum |
| Teenage Mutant Ninja Turtles: World Tour Data de lançamento original: 1990 | Notas: Parte de uma série de jogos de colorir Electric Crayon. |
| Teenage Mutant Ninja Turtles: Fall of the Foot Clan Data de lançamento original: 1990 | Anos de lançamento por sistema: 1990 – Game Boy |
| Teenage Mutant Ninja Turtles: Fall of the Foot Clan Data de lançamento original: 1990 | Notas: O primeiro jogo "TMNT" para uma plataforma portátil. Um jogo de plataforma de rolagem lateral com fases bônus. |
| Teenage Mutant Ninja Turtles: Manhattan Missions Data de lançamento original: 1991 | Anos de lançamento por sistema: 1991 – DOS |
| Teenage Mutant Ninja Turtles: Manhattan Missions Data de lançamento original: 1991 | Notas: Lançado exclusivamente para PC. As Tartarugas têm um "modo de caminhada" e um "modo de luta" diferentes, com movimentos ofensivos e defensivos distintos em cada um. O jogo se baseia mais em elementos dos quadrinhos Mirage do que seus contemporâneos. |
| Teenage Mutant Ninja Turtles Data de lançamento original: 1991 | Anos de lançamento por sistema: 1991 – Pinball |
| Teenage Mutant Ninja Turtles Data de lançamento original: 1991 | |
| Teenage Mutant Ninja Turtles: Turtles in Time Data de lançamento original: 1991 | Anos de lançamento por sistema: 1991 – Arcade 1992 – Super Nintendo Entertainment System |
| Teenage Mutant Ninja Turtles: Turtles in Time Data de lançamento original: 1991 | Notas: Este é o segundo jogo de arcade TMNT produzido pela Konami. Era um beat 'em up de rolagem lateral baseado na série de TV Teenage Mutant Ninja Turtles (1987). Foi portado para o SNES e renomeado para Teenage Mutant Ninja Turtles IV: Turtles in Time para fins de continuidade em 1992, tornando-se o primeiro jogo TMNT para o SNES. |
| Teenage Mutant Ninja Turtles II: Back from the Sewers Data de lançamento original: 1991 | Anos de lançamento por sistema: 1991 – Game Boy |
| Teenage Mutant Ninja Turtles II: Back from the Sewers Data de lançamento original: 1991 | Notas: Esta é a sequência de tmnt: Fall of the Foot Clan. Assim como no primeiro jogo para Game Boy, o jogador pode selecionar uma tartaruga entre as fases, mas quando uma tartaruga é derrotada durante uma fase, ela é capturada, como no primeiro jogo para NES. O jogador tem a chance de resgatar uma tartaruga capturada após concluir uma fase. |
| Teenage Mutant Ninja Turtles III: The Manhattan Project Data de lançamento original: 1991 | Anos de lançamento por sistema: 1991 – NES |
| Teenage Mutant Ninja Turtles III: The Manhattan Project Data de lançamento original: 1991 | Notas: O terceiro jogo TMNT para o NES. Um beat 'em up de rolagem lateral semelhante ao jogo anterior, com a adição de cada tartaruga com um novo ataque especial. |
| Teenage Mutant Ninja Turtles III: Shredder's Last Stand Data de lançamento original: 1991 | Anos de lançamento por sistema: 1991 – Handheld electronic game |
| Teenage Mutant Ninja Turtles III: Shredder's Last Stand Data de lançamento original: 1991 | |
| Teenage Mutant Ninja Turtles: Basketball Data de lançamento original: 1991 | Anos de lançamento por sistema: 1991 – Handheld electronic game |
| Teenage Mutant Ninja Turtles: Basketball Data de lançamento original: 1991 | |
| Teenage Mutant Hero Turtles Data de lançamento original: 1991 | Anos de lançamento por sistema: 1991 – Handheld electronic game |
| Teenage Mutant Hero Turtles Data de lançamento original: 1991 | |
| Teenage Mutant Hero Turtles: Four for Four Data de lançamento original: 1992 | Anos de lançamento por sistema: 1992 – Handheld electronic game |
| Teenage Mutant Hero Turtles: Four for Four Data de lançamento original: 1992 | |
| Teenage Mutant Ninja Turtles: The Hyperstone Heist Data de lançamento original: 1992 | Anos de lançamento por sistema: 1992 – Sega Genesis |
| Teenage Mutant Ninja Turtles: The Hyperstone Heist Data de lançamento original: 1992 | Notas: Este é o primeiro jogo TMNT lançado para o Sega Genesis. Ele apresenta muitas das mesmas animações de personagens de "Teenage Mutant Ninja Turtles: Turtles in Time", e algumas fases foram reutilizadas daquele jogo com pequenas mudanças cosméticas. No entanto, há um enredo completamente novo, algumas fases novas e um novo chefe. A versão japonesa do jogo para Mega Drive foi lançada como "Teenage Mutant Ninja Turtles: Return of the Shredder". |
| Teenage Mutant Ninja Turtles III: Radical Rescue Data de lançamento original: 1993 | Anos de lançamento por sistema: 1993 – Game Boy |
| Teenage Mutant Ninja Turtles III: Radical Rescue Data de lançamento original: 1993 | Notas: Este foi o terceiro e último jogo da série Game Boy. O jogador começa o jogo assumindo o controle de Michelangelo, que deve resgatar as outras tartarugas, juntamente com Splinter e April, de suas celas. |
| Teenage Mutant Ninja Turtles: Tournament Fighters Data de lançamento original: 1993 | Anos de lançamento por sistema: 1993 – SNES, Sega Genesis 1994 – NES |
| Teenage Mutant Ninja Turtles: Tournament Fighters Data de lançamento original: 1993 | Notas: Desenvolvido pela Konami. É um jogo de luta. Embora o título seja o mesmo, o jogo é drasticamente diferente em cada console. Como muitos jogos de luta competitivos da época, Tournament Fighters se inspirou bastante em elementos de Street Fighter II. |
| Teenage Mutant Ninja Turtles: Dimension X Assault Data de lançamento original: 1995 | Anos de lançamento por sistema: 1995 – Handheld electronic game |
| Teenage Mutant Ninja Turtles: Dimension X Assault Data de lançamento original: 1995 | |
| Ninja Turtles: The Next Mutation Data de lançamento original: 1997 | Anos de lançamento por sistema: 1997 – Handheld electronic game |
| Ninja Turtles: The Next Mutation Data de lançamento original: 1997 | |
| Teenage Mutant Ninja Turtles Data de lançamento original: 2003 | Anos de lançamento por sistema: 2003 – GameCube, Xbox, PlayStation 2 and Microsoft Windows |
| Teenage Mutant Ninja Turtles Data de lançamento original: 2003 | Notas: A Konami voltou a adaptar a série de TV de 2003 para uma franquia de videogame, resultando em um novo jogo Tartarugas Ninja Mutantes Adolescentes. O enredo deste jogo é vagamente baseado na primeira temporada. Suporta apenas 1-2 jogadores. |
| Teenage Mutant Ninja Turtles Data de lançamento original: 2003 | Anos de lançamento por sistema: 2003 – Game Boy Advance |
| Teenage Mutant Ninja Turtles Data de lançamento original: 2003 | Notas: Este é o primeiro jogo "TMNT" lançado para o Game Boy Advance. Este jogo single-player é único, pois cada Tartaruga tem seu próprio conjunto de níveis para completar. Além dos níveis tradicionais de rolagem lateral, há corridas em visão em terceira pessoa, um nível de asa-delta para Donatello e uma corrida de bicicleta entre Raphael e Casey Jones. |
| Teenage Mutant Ninja Turtles 2: Battle Nexus Data de lançamento original: 2004 | Anos de lançamento por sistema: 2004 – GameCube, Game Boy Advance, Xbox, PlayStation 2 and Microsoft Windows |
| Teenage Mutant Ninja Turtles 2: Battle Nexus Data de lançamento original: 2004 | Notas: O segundo jogo da Konami baseado no desenho de 2003. Assim como o jogo anterior foi uma releitura alternativa da primeira temporada, Battle Nexus adapta episódios da Temporada 2. Muitas melhorias foram feitas em relação à edição anterior, incluindo a adição de um modo cooperativo local para até 4 jogadores. Ele também apresenta uma versão ligeiramente alterada do jogo de arcade original Teenage Mutant Ninja Turtles como um item desbloqueável. A versão para Game Boy Advance é um jogo de rolagem lateral, como o jogo anterior para GBA. |
| Teenage Mutant Ninja Turtles 3: Mutant Nightmare Data de lançamento original: 2005 | Anos de lançamento por sistema: 2005 – GameCube, Nintendo DS, Xbox and PlayStation 2 |
| Teenage Mutant Ninja Turtles 3: Mutant Nightmare Data de lançamento original: 2005 | Notas: O terceiro e último jogo da Konami baseado na série de TV de 2003, desta vez adaptando elementos da terceira temporada. Mutant Nightmare é o primeiro jogo da TMNT a receber classificação E10+. Assim como em Battle Nexus, até 4 jogadores podem jogar simultaneamente. Ele também apresenta uma versão ligeiramente alterada do jogo de arcade Teenage Mutant Ninja Turtles: Turtles in Time como um item desbloqueável. A versão para DS é um jogo de rolagem lateral, como os jogos anteriores para GBA. |
| TMNT: Mutant Melee Data de lançamento original: 2005 | Anos de lançamento por sistema: 2005 – GameCube, PlayStation 2, Xbox and Microsoft Windows |
| TMNT: Mutant Melee Data de lançamento original: 2005 | Notas: Este é um jogo de luta. A versão para PS2 não foi lançada nos EUA. |
| Teenage Mutant Ninja Turtles: Battle for the City Data de lançamento original: 2005 | Anos de lançamento por sistema: 2005 – Plug and play |
| Teenage Mutant Ninja Turtles: Battle for the City Data de lançamento original: 2005 | Notas: Desenvolvido pela WayForward Technologies e publicado pela Tech2Go. Jogo de plataforma de rolagem lateral baseado no desenho de 2003. |
| Teenage Mutant Ninja Turtles: Mutants and Monsters Mayhem Data de lançamento original: 2006 | Anos de lançamento por sistema: 2006 – Plug and play |
| Teenage Mutant Ninja Turtles: Mutants and Monsters Mayhem Data de lançamento original: 2006 | Notas: Desenvolvido pela WayForward Technologies e publicado pela Tech2Go. Jogo de tiro com arma de luz baseado no desenho de 2003. |
| Teenage Mutant Ninja Turtles: Way of the Warrior Data de lançamento original: 2006 | Anos de lançamento por sistema: 2006 – Plug and play |
| Teenage Mutant Ninja Turtles: Way of the Warrior Data de lançamento original: 2006 | Notas: Desenvolvido pela Zombie Studios e publicado pela Tech2Go. Um simulador de treinamento baseado em movimento baseado no desenho de 2003. |
| TMNT: Ninja Adventures Data de lançamento original: 2007 | Anos de lançamento por sistema: 2007 – Windows |
| TMNT: Ninja Adventures Data de lançamento original: 2007 | Notas: TMNT: Ninja Adventures é um minijogo e centro de atividades para Microsoft Windows. Foi lançado pela Focus Multimedia Ltd em maio de 2007. Nos EUA, Ninja Adventures foi lançado junto com bonecos de ação das Tartarugas Ninja, enquanto no Reino Unido foi vendido separadamente. |
| TMNT Data de lançamento original: 2007 | Anos de lançamento por sistema: 2007 – Xbox 360, Wii, PlayStation 2, PlayStation Portable, Nintendo DS, GameCube, and Microsoft Windows |
| TMNT Data de lançamento original: 2007 | Notas: Um jogo baseado no filme de 2007 desenvolvido pela Ubisoft Montreal. É um jogo de ação e aventura para um jogador. A Ubisoft lançou o jogo em 20 de março após ganhar os direitos da Konami, que havia produzido todos os jogos anteriores. O jogo apresenta tanto equipes colaborativas entre as tartarugas quanto campanhas para um jogador. |
| TMNT Data de lançamento original: 2007 | Anos de lançamento por sistema: 2007 – Game Boy Advance |
| TMNT Data de lançamento original: 2007 | Notas: Um beat-em-up de rolagem lateral semelhante aos jogos clássicos de arcade baseados no filme de 2007. Foi desenvolvido pela Ubisoft Montreal e publicado pela Ubisoft. |
| Teenage Mutant Ninja Turtles: Smash-Up Data de lançamento original: 22 de setembro de 2009 | Anos de lançamento por sistema: 2009 – Wii, PlayStation 2 |
| Teenage Mutant Ninja Turtles: Smash-Up Data de lançamento original: 22 de setembro de 2009 | Notas: Desenvolvido pela Game Arts, uma equipe de desenvolvedores que trabalhou em Super Smash Bros. Brawl e nas séries Ninja Gaiden e Dead or Alive. É um jogo de luta para 4 jogadores para Wii e PS2. |
| Teenage Mutant Ninja Turtles: Turtles in Time Re-Shelled Data de lançamento original: 5 de agosto de 2009 | Anos de lançamento por sistema: 2009 – Xbox Live Arcade 2009 – PlayStation Network |
| Teenage Mutant Ninja Turtles: Turtles in Time Re-Shelled Data de lançamento original: 5 de agosto de 2009 | Notas: Um remake 2.5D de Turtles in Time desenvolvido pela Ubisoft Singapore. |
| Teenage Mutant Ninja Turtles: Arcade Attack Data de lançamento original: 10 de novembro de 2009 | Anos de lançamento por sistema: 2009 – Nintendo DS |
| Teenage Mutant Ninja Turtles: Arcade Attack Data de lançamento original: 10 de novembro de 2009 | Notas: Desenvolvido pela Ubisoft Nagoya e o último jogo TMNT publicado pela Ubisoft, é um 2.5D beat-em-up. |
| Nickelodeon Teenage Mutant Ninja Turtles Totally Turtles Tabletop Pinball Data de lançamento original: 2013 | Anos de lançamento por sistema: 2013 – Pinball |
| Nickelodeon Teenage Mutant Ninja Turtles Totally Turtles Tabletop Pinball Data de lançamento original: 2013 | |
| Teenage Mutant Ninja Turtles: Out of the Shadows Data de lançamento original: 28 de agosto de 2013 | Anos de lançamento por sistema: 2013 – Xbox Live Arcade, Microsoft Windows 15 de abril de 2014, PlayStation Network |
| Teenage Mutant Ninja Turtles: Out of the Shadows Data de lançamento original: 28 de agosto de 2013 | Notas: Desenvolvido pela Red Fly Studio e o primeiro jogo TMNT publicado pela Activision. Baseado vagamente na série de 2012 e nos quadrinhos IDW. |
| Teenage Mutant Ninja Turtles Data de lançamento original: 22 de outubro de 2013 | Anos de lançamento por sistema: 2013 – Xbox 360, Wii, Nintendo 3DS |
| Teenage Mutant Ninja Turtles Data de lançamento original: 22 de outubro de 2013 | Notas: Desenvolvido pela Magic Pockets e o segundo jogo TMNT publicado pela Activision. As versões para PlayStation 3 e Wii U deste jogo foram canceladas.. |
| Teenage Mutant Ninja Turtles: Training Lair Data de lançamento original: 22 de julho de 2014 | Anos de lançamento por sistema: 2014 – Xbox 360 Kinect |
| Teenage Mutant Ninja Turtles: Training Lair Data de lançamento original: 22 de julho de 2014 | Notas: Baseado no filme de 2014, desenvolvido pela Float Hybrid Entertainment e publicado pela Microsoft Studios. |
| Teenage Mutant Ninja Turtles Data de lançamento original: 23 de julho de 2014 | Anos de lançamento por sistema: 2014 — Nintendo 3DS, Android, IOS |
| Teenage Mutant Ninja Turtles Data de lançamento original: 23 de julho de 2014 | Notas: Baseado no filme de 2014, desenvolvido pela Magic Pockets e publicado pela Activision para Nintendo 3DS. |
| Teenage Mutant Ninja Turtles: Danger of the Ooze Data de lançamento original: 28 de outubro de 2014 | Anos de lançamento por sistema: 2014 – Nintendo 3DS, PlayStation 3 e Xbox 360 |
| Teenage Mutant Ninja Turtles: Danger of the Ooze Data de lançamento original: 28 de outubro de 2014 | Notas: Desenvolvido pela WayForward Technologies e publicado pela Activision, o jogo foi projetado para cobrir o intervalo entre as temporadas 2 e 3 da série de 2012. |
| Teenage Mutant Ninja Turtles: Mutants in Manhattan Data de lançamento original: 24 de maio de 2016 | Anos de lançamento por sistema: 2016 – Microsoft Windows, Xbox 360, Xbox One, PlayStation 3, e PlayStation 4 |
| Teenage Mutant Ninja Turtles: Mutants in Manhattan Data de lançamento original: 24 de maio de 2016 | Notas: Desenvolvido pela PlatinumGames e publicado pela Activision. Baseado vagamente nos quadrinhos da IDW. |
| Teenage Mutant Ninja Turtles Data de lançamento original: 2017 | Anos de lançamento por sistema: 2017 – Arcade |
| Teenage Mutant Ninja Turtles Data de lançamento original: 2017 | Notas: Desenvolvido e publicado pela Raw Thrills. É um beat 'em up 3D de rolagem lateral baseado na série de TV de 2012 e inspirado em Turtles in Time. |
| Teenage Mutant Ninja Turtles: Shredder's Revenge Data de lançamento original: 16 de junho de 2022 | Anos de lançamento por sistema: 2022 – Microsoft Windows, Xbox One, Xbox Series X/S, Nintendo Switch, PlayStation 4, PlayStation 5, Android, iOS e Linux |
| Teenage Mutant Ninja Turtles: Shredder's Revenge Data de lançamento original: 16 de junho de 2022 | Notas: Desenvolvido pela Tribute Games e publicado pela Dotemu, é um beat 'em up de rolagem lateral baseado na série de TV de 1987 e inspirado em Turtles in Time. |
| Teenage Mutant Ninja Turtles: The Cowabunga Collection Data de lançamento original: 30 de agosto de 2022 | Anos de lançamento por sistema: 2022 – Microsoft Windows, Xbox One, Xbox Series X/S, Nintendo Switch, PlayStation 4 e PlayStation 5 |
| Teenage Mutant Ninja Turtles: The Cowabunga Collection Data de lançamento original: 30 de agosto de 2022 | Notas: desenvolvido pela digital eclipse e publicado pela Konami. é uma compilação incluindo teenage mutant ninja turtles (nes), teenage mutant ninja turtles (arcade), teenage mutant ninja turtles ii: The Arcade Game (NES), Teenage Mutant Ninja Turtles: Fall of the Foot Clan (Game Boy), Teenage Mutant Ninja Turtles: Turtles in Time (Arcade, SNES), Teenage Mutant Ninja Turtles III: The Manhattan Project (NES), Teenage Mutant Ninja Turtles: The Hyperstone Heist (Genesis), Teenage Mutant Ninja Turtles II: Back from the Sewers (Game Boy), Teenage Mutant Ninja Turtles: Radical Rescue (Game Boy) e Teenage Mutant Ninja Turtles: Tournament Fighters (NES, SNES, Genesis). |
| Teenage Mutant Ninja Turtles Arcade: Wrath of the Mutants Data de lançamento original: 23 de abril de 2024 | Anos de lançamento por sistema: 2024 – Microsoft Windows, Xbox One, Xbox Series X/S, Nintendo Switch, PlayStation 4 e PlayStation 5 |
| Teenage Mutant Ninja Turtles Arcade: Wrath of the Mutants Data de lançamento original: 23 de abril de 2024 | Notas: Desenvolvido por Cradle Games e Raw Thrills e publicado por GameMill Entertainment. It is a port of Raw Thrills' 2017 arcade game with additional levels and bosses. |
| Teenage Mutant Ninja Turtles: Splintered Fate Data de lançamento original: 17 de julho de 2024 | Anos de lançamento por sistema: 2024 – Microsoft Windows, Nintendo Switch |
| Teenage Mutant Ninja Turtles: Splintered Fate Data de lançamento original: 17 de julho de 2024 | Notas: Desenvolvido por Super Evil Megacorp. |
| Teenage Mutant Ninja Turtles: Mutants Unleashed Data de lançamento original: 2024 | Anos de lançamento por sistema: 2024 - Microsoft Windows, Xbox One, Xbox Series X/S, Nintendo Switch, PlayStation 4, PlayStation 5 |
| Teenage Mutant Ninja Turtles: Mutants Unleashed Data de lançamento original: 2024 | Notas: Publicado pela Outright Games. É um videogame ambientado no universo do filme de 2023. |
| Teenage Mutant Ninja Turtles: The Last Ronin Data de lançamento original: TBA | Anos de lançamento por sistema: TBA - Microsoft Windows, Xbox Series X/S, PlayStation 5 |
| Teenage Mutant Ninja Turtles: The Last Ronin Data de lançamento original: TBA | Notas: desenvolvido pela Black Forest Games e publicado pela THQ Nordic. é uma adaptação para jogo eletrônico da série limitada de histórias em quadrinhos de 2020-21 de mesmo nome coescrita por Peter Laird e Kevin Eastman com Tom Waltz. |

## Jogos relacionados
| Título | Detalhes |
| --- | --- |
| Smite Data de lançamento original: 25 de março de 2014 | Anos de lançamento por sistema: 2014 – Microsoft Windows, 2015 – Xbox One, 2016- PlayStation 4, 2019 – Nintendo Switch |
| Smite Data de lançamento original: 25 de março de 2014 | Notas: As Tartarugas foram adicionadas como passe de luta em novembro de 2020. |
| Tony Hawk's Pro Skater 5 Data de lançamento original: - AN: 29 de setembro de 2015 - AU: 1 de outubro de 2015 - EU: 2 de outubro de 2015 (PlayStation 4 e Xbox One) - WW: 15 de dezembro de 2015 (PlayStation 3 e Xbox 360) | Anos de lançamento por sistema: 2015 - Xbox 360, Xbox One, PlayStation 3 e PlayStation 4 |
| Tony Hawk's Pro Skater 5 Data de lançamento original: - AN: 29 de setembro de 2015 - AU: 1 de outubro de 2015 - EU: 2 de outubro de 2015 (PlayStation 4 e Xbox One) - WW: 15 de dezembro de 2015 (PlayStation 3 e Xbox 360) | Notas: As Tartarugas Ninja Mutantes Adolescentes foram adicionadas com um patch pós-lançamento. |
| Injustice 2 Data de lançamento original: 11 de maio de 2017 | Anos de lançamento por sistema: 2017 – Microsoft Windows, Xbox One, iOS, Android, PlayStation 4 |
| Injustice 2 Data de lançamento original: 11 de maio de 2017 | Notas: - Desenvolvido pela NetherRealm Studios e publicado pela Warner Bros. Interactive Entertainment - Jogo de luta da DC Comics. - Também apresenta personagens jogáveis convidados da série Mortal Kombat da Netherrealm Studios e Hellboy da Dark Horse Comics. - Tartarugas Ninja fazem sua aparição jogável como parte do DLC Fighter Pack 3. Com Leonardo como a Tartaruga "padrão" fora do Equipamento. - No final de seus personagens, as Tartarugas explicam que acabaram no universo DC depois que Krang e Destruidor tentaram mandá-las para a Dimensão X. Depois de derrotar Brainiac, as Tartarugas comemoram com uma pizza "Super Salgada" cortesia de Arlequina, que na verdade contém a nanotecnologia comestível 5-U-93-R, aumentando as Tartarugas a níveis kryptonianos de força e durabilidade, permitindo que derrotem Krang e Destruidor facilmente ao retornarem à sua dimensão. |
| Brawlhalla Data de lançamento original: 17 de outubro de 2017 | Anos de lançamento por sistema: 2021 – Microsoft Windows, Nintendo Switch |
| Brawlhalla Data de lançamento original: 17 de outubro de 2017 | Notas: Desenvolvido pela Blue Mammoth Games e publicado pela Ubisoft. É um jogo de luta 2D que apresenta as Tartarugas Ninja Mutantes Adolescentes como personagens convidadas jogáveis.. |
| Nickelodeon Super Brawl Universe Data de lançamento original: - WW: 3 de agosto de 2018 (Android) - WW: 12 de março de 2019 (iOS)                                                                                           | Anos de lançamento por sistema: 2018 – Android 2019 – iOS |
| Nickelodeon Super Brawl Universe Data de lançamento original: - WW: 3 de agosto de 2018 (Android) - WW: 12 de março de 2019 (iOS)                                                                                           | |
| Nickelodeon Kart Racers Data de lançamento original: - AN: 23 de outubro de 2018 - EU: 26 de outubro de 2018 | Anos de lançamento por sistema: 2018 – Xbox One, Nintendo Switch e PlayStation 4 |
| Nickelodeon Kart Racers Data de lançamento original: - AN: 23 de outubro de 2018 - EU: 26 de outubro de 2018 | Notas: Apresenta as versões de 2012 das Tartarugas como personagens jogáveis, juntamente com faixas temáticas da série. Este é o primeiro crossover da Nickelodeon para consoles a apresentar conteúdo das "Tartarugas Ninja Mutantes Adolescentes". |
| Nickelodeon Kart Racers 2: Grand Prix Data de lançamento original: 6 de outubro de 2020 (Xbox One, Nintendo Switch e PlayStation 4) 1 de dezembro de 2020 (Microsoft Windows)                                               | Anos de lançamento por sistema: 2020 – Microsoft Windows, Xbox One, Nintendo Switch e PlayStation 4 |
| Nickelodeon Kart Racers 2: Grand Prix Data de lançamento original: 6 de outubro de 2020 (Xbox One, Nintendo Switch e PlayStation 4) 1 de dezembro de 2020 (Microsoft Windows)                                               | Notas: Continuação de Nickelodeon Kart Racers. Apresenta as versões de 2012 das Tartarugas e do Destruidor como personagens jogáveis, além de pistas temáticas da série. |
| Nickelodeon All-Star Brawl Data de lançamento original: 5 de outubro de 2021 | Anos de lançamento por sistema: 2021 – Microsoft Windows, Xbox One, Xbox Series X/S, Nintendo Switch, PlayStation 4, PlayStation 5 |
| Nickelodeon All-Star Brawl Data de lançamento original: 5 de outubro de 2021 | Notas: Apresenta as versões de 1987 de Leonardo, Michelangelo e April como personagens jogáveis, além de fases temáticas da série. O Shredder foi incluído posteriormente por meio de uma atualização gratuita de DLC. |
| Nickelodeon Kart Racers 3: Slime Speedway Data de lançamento original: 14 de outubro de 2022 | Anos de lançamento por sistema: 2022 – Microsoft Windows, Xbox One, Xbox Series X/S, Nintendo Switch, PlayStation 4, PlayStation 5 |
| Nickelodeon Kart Racers 3: Slime Speedway Data de lançamento original: 14 de outubro de 2022 | Notas: Sequência de Nickelodeon Kart Racers 2: Grand Prix. Apresenta as versões de 1987 de Leonardo, Michelangelo, Donatello, Raphael, Eastman & Laird Raphael e April como personagens jogáveis, além de pistas temáticas da série. |
| Call of Duty: Modern Warfare II Data de lançamento original: 28 de outubro de 2022 | Anos de lançamento por sistema: 2022 – Microsoft Windows, Xbox One, Xbox Series X/S, PlayStation 4, PlayStation 5 |
| Call of Duty: Modern Warfare II Data de lançamento original: 28 de outubro de 2022 | Notas: Desenvolvido pela Infinity Ward e publicado pela Activision. É um jogo de tiro em primeira pessoa que apresenta Shredder como operador jogável. |
| Nickelodeon All-Star Brawl 2 Data de lançamento original: 7 de novembro de 2023 | Anos de lançamento por sistema: 2022 – Microsoft Windows, Xbox One, Xbox Series X/S, Nintendo Switch, PlayStation 4, PlayStation 5 |
| Nickelodeon All-Star Brawl 2 Data de lançamento original: 7 de novembro de 2023 | Notas: Continuação de Nickelodeon All-Star Brawl. Apresenta as versões de 1987 de Raphael, Donatello e April como personagens jogáveis, além de fases temáticas da série e Shredder como chefe. Rocksteady também aparecerá como personagem jogável por meio de conteúdo para download. |
| Call of Duty: Black Ops 6 Data de lançamento original: 25 de outubro de 2024 | Anos de lançamento por sistema: 2024 – Microsoft Windows, Xbox One, Xbox Series X/S, Xbox Cloud Gaming, PlayStation 4, PlayStation 5 |
| Call of Duty: Black Ops 6 Data de lançamento original: 25 de outubro de 2024 | Notas: Desenvolvido pela Treyarch e Raven Software, publicado pela Activision. É um jogo de tiro em primeira pessoa que apresenta as Tartarugas e Splinter como personagens jogáveis. |

## Jogos Mobile
| Título | Detalhes |
| --- | --- |
| Teenage Mutant Ninja Turtles Fast Forward: Ninja Training NYC Data de lançamento original: 2005                                                                      | Anos de lançamento por sistema: 2005 – Mobile |
| Teenage Mutant Ninja Turtles Fast Forward: Ninja Training NYC Data de lançamento original: 2005                                                                      | Notas: Produzido pela uclick e desenvolvido pela Overloaded, é um jogo mobile baseado na 6ª temporada da série de TV de 2003, com o subtítulo Fast Forward. É a primeira adaptação da série TMNT para celulares e inclui um modo jogo de luta e um modo jogo de plataforma. |
| TMNT: The Power of 4 Data de lançamento original: 2006 | Anos de lançamento por sistema: 2006 – Mobile |
| TMNT: The Power of 4 Data de lançamento original: 2006 | Notas: Produzido pela uclick e desenvolvido pela Overloaded, este é um Mobile baseado no 2007 CGI movie e um de ação e aventura e corrida e combina os níveis. |
| Teenage Mutant Ninja Turtles: The Ninja Tribunal Data de lançamento original: 2009                                                                                   | Anos de lançamento por sistema: 2009 – Mobile |
| Teenage Mutant Ninja Turtles: The Ninja Tribunal Data de lançamento original: 2009                                                                                   | Notas: RPG baseado na quinta temporada do desenho animado de 2003. |
| TMNT: The Shredder Reborn Data de lançamento original: 2009 | Anos de lançamento por sistema: 2009 – Mobile |
| TMNT: The Shredder Reborn Data de lançamento original: 2009 | Notas: Continuação de The Ninja Tribunal |
| Teenage Mutant Ninja Turtles: Rooftop Run Data de lançamento original: 18 de abril de 2013                                                                           | Anos de lançamento por sistema: 2013 – iOS, Android |
| Teenage Mutant Ninja Turtles: Rooftop Run Data de lançamento original: 18 de abril de 2013                                                                           | Notas: Jogo de corrida sem fim baseado na série de TV de 2012 exibida pela Nickelodeon. |
| Teenage Mutant Ninja Turtles: Mutant Rumble Data de lançamento original: 26 de agosto de 2013                                                                        | Anos de lançamento por sistema: 2013 – iOS, Android |
| Teenage Mutant Ninja Turtles: Mutant Rumble Data de lançamento original: 26 de agosto de 2013                                                                        | Notas: Jogo TMNT publicado pela Swappz Interactive e baseado na série de TV de 2012 exibida pela Nickelodeon. |
| Teenage Mutant Ninja Turtles: Battle Match Data de lançamento original: 9 de dezembro de 2015                                                                        | Anos de lançamento por sistema: 2015 – iOS, Android |
| Teenage Mutant Ninja Turtles: Battle Match Data de lançamento original: 9 de dezembro de 2015                                                                        | Notas: Teenage Mutant Ninja Turtles: Battle Match é um jogo mobile de combinar 3 baseado na quarta temporada da série de TV de 2012. Desenvolvido pela Tiny Castle Studios e publicado pela Nickelodeon.                                                                    |
| Teenage Mutant Ninja Turtles: Portal Power Data de lançamento original: 6 de janeiro de 2016 iOS, Android, e Kindle Fire) 14 de dezembro de 2017 (Microsoft Windows) | Anos de lançamento por sistema: 2016 – iOS, Android, e Kindle Fire 2017 – Microsoft Windows |
| Teenage Mutant Ninja Turtles: Portal Power Data de lançamento original: 6 de janeiro de 2016 iOS, Android, e Kindle Fire) 14 de dezembro de 2017 (Microsoft Windows) | Notas: Teenage Mutant Ninja Turtles: Portal Power é um jogo de ação e aventura para celular baseado na série de TV de 2012. Desenvolvido e publicado pela Nickelodeon. Lançado no Steam em 14 de dezembro de 2017..                                                         |
| Teenage Mutant Ninja Turtles Legends Data de lançamento original: Junho de 2016                                                                                      | Anos de lançamento por sistema: 2016 – iOS, Android, e Kindle Fire |
| Teenage Mutant Ninja Turtles Legends Data de lançamento original: Junho de 2016                                                                                      | Notas: Desenvolvido e publicado pela Ludia. |
| Rise of the Teenage Mutant Ninja Turtles Ninja Run Data de lançamento original: - WW: 2018                                                                           | Anos de lançamento por sistema: 2018 – Android, iOS |
| Rise of the Teenage Mutant Ninja Turtles Ninja Run Data de lançamento original: - WW: 2018                                                                           | Notas: Jogo de corrida sem fim baseado na série de TV A Ascensão das Tartarugas Ninja Mutantes Adolescentes de 2018. |
| Teenage Mutant Ninja Turtles: Mutant Madness Data de lançamento original: 16 de setembro de 2020                                                                     | Anos de lançamento por sistema: 2020 – Android 2020 – iOS |
| Teenage Mutant Ninja Turtles: Mutant Madness Data de lançamento original: 16 de setembro de 2020                                                                     | Notas: Desenvolvido pela Synapse Games e publicado pela Kongregate. |
| Teenage Mutant Ninja Turtles: Splintered Fate Data de lançamento original: 4 de maio de 2023                                                                         | Anos de lançamento por sistema: 2024 – iOS, Nintendo Switch, e Microsoft Windows |
| Teenage Mutant Ninja Turtles: Splintered Fate Data de lançamento original: 4 de maio de 2023                                                                         | Notas: Desenvolvido por Super Evil Megacorp. |